# Pazo de Castrelos
El Pazo de Castrelos es una casa señorial que se encuentra en el parque del mismo nombre, en la parroquia de Castrelos, en la ciudad española de Vigo.
Declarado monumento histórico artístico desde 1955. El edificio data del siglo XVII.
En la actualidad pertenece al Ayuntamiento de Vigo y es sede permanente del Museo Municipal Quiñones de León, en el que destaca la presencia de colecciones de arqueología y arte gallego.

## Historia

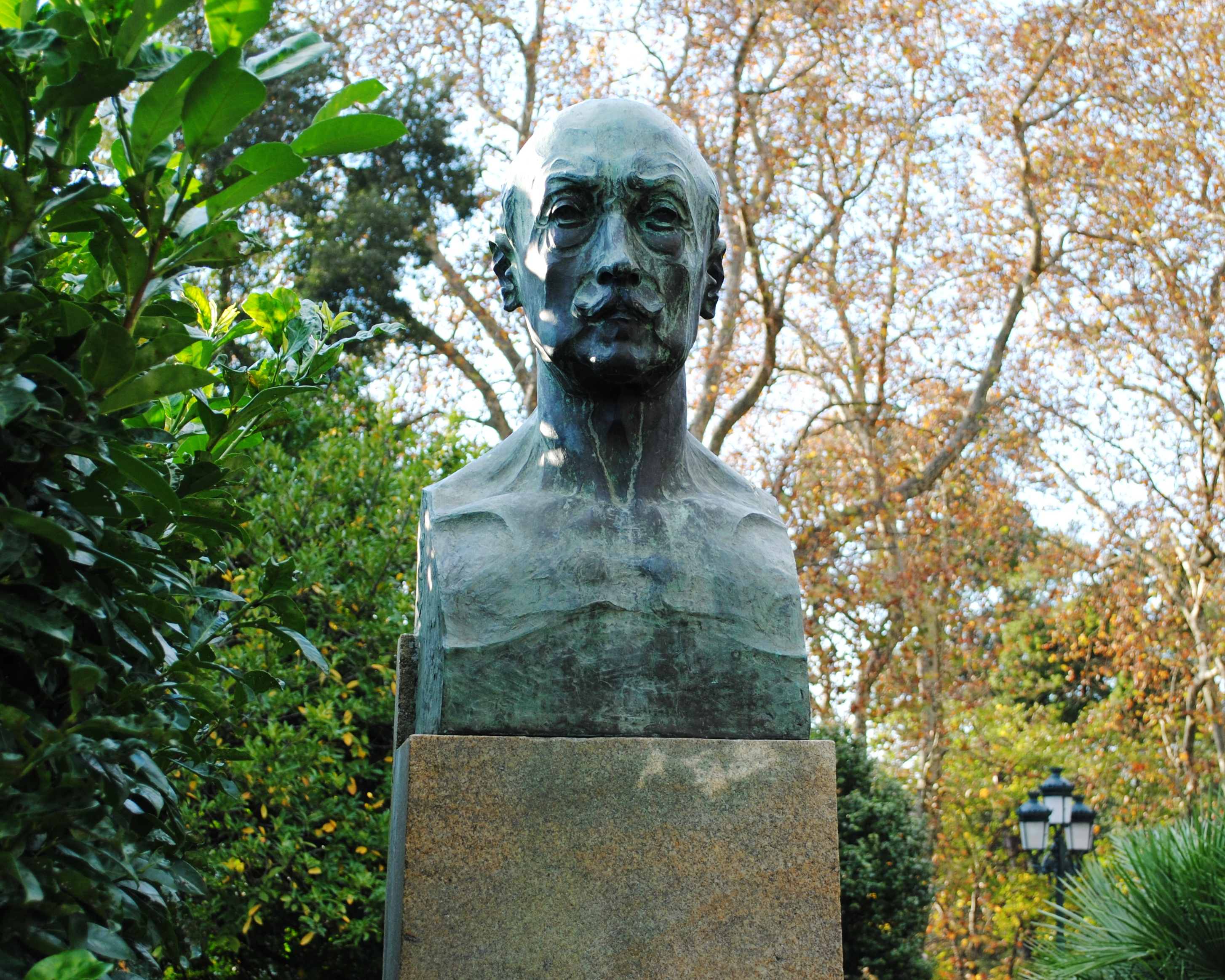
Fernando Quiñones de León y Francisco-Martín, por el escultor Santiago Rodríguez Bonome.

Los antecedentes de la casa señorial datan del año 1665, cuando el capitán Johan Tavares funda el Morgado y se estima que cinco años después se levantó el conocido como Pazo de la Lavandeira, según la información del escudo de armas ubicado en la fachada principal del actual pazo. En el siglo XVIII se produce un cambio de propietarios cuando es traspasado a la familia Montenegro y finalmente, a comienzos del XIX, sus nuevos propietarios son los Marqueses de Valladares.
A finales del siglo XIX, el pazo y sus terrenos fueron heredados por María de los Milagros Elduayen, VII Marquesa de Valladares. Tras una profunda reforma emprendida junto a su esposo, el Marqués de Alcedo, el patrimonio pasó a manos de su hijo, Fernando Quiñones de León Elduayen, VIII Marqués de Valladares. A la muerte de este último sin descendencia en 1918, su padre heredó el título y la propiedad. Con un gesto generoso, en 1924 donó el pazo al pueblo de Vigo, con la condición de que se estableciera un espacio cultural y recreativo. Tras cumplir con los requisitos legales y el ayuntamiento indemnizar a la viuda, Marianne de Wythe, para que renunciase a su derecho usufructuario en julio de 1934. El 9 de marzo de 1935 se constituye el primer patronato y abre al público como museo el 22 de julio de 1937.

## Arquitectura

### Orígenes

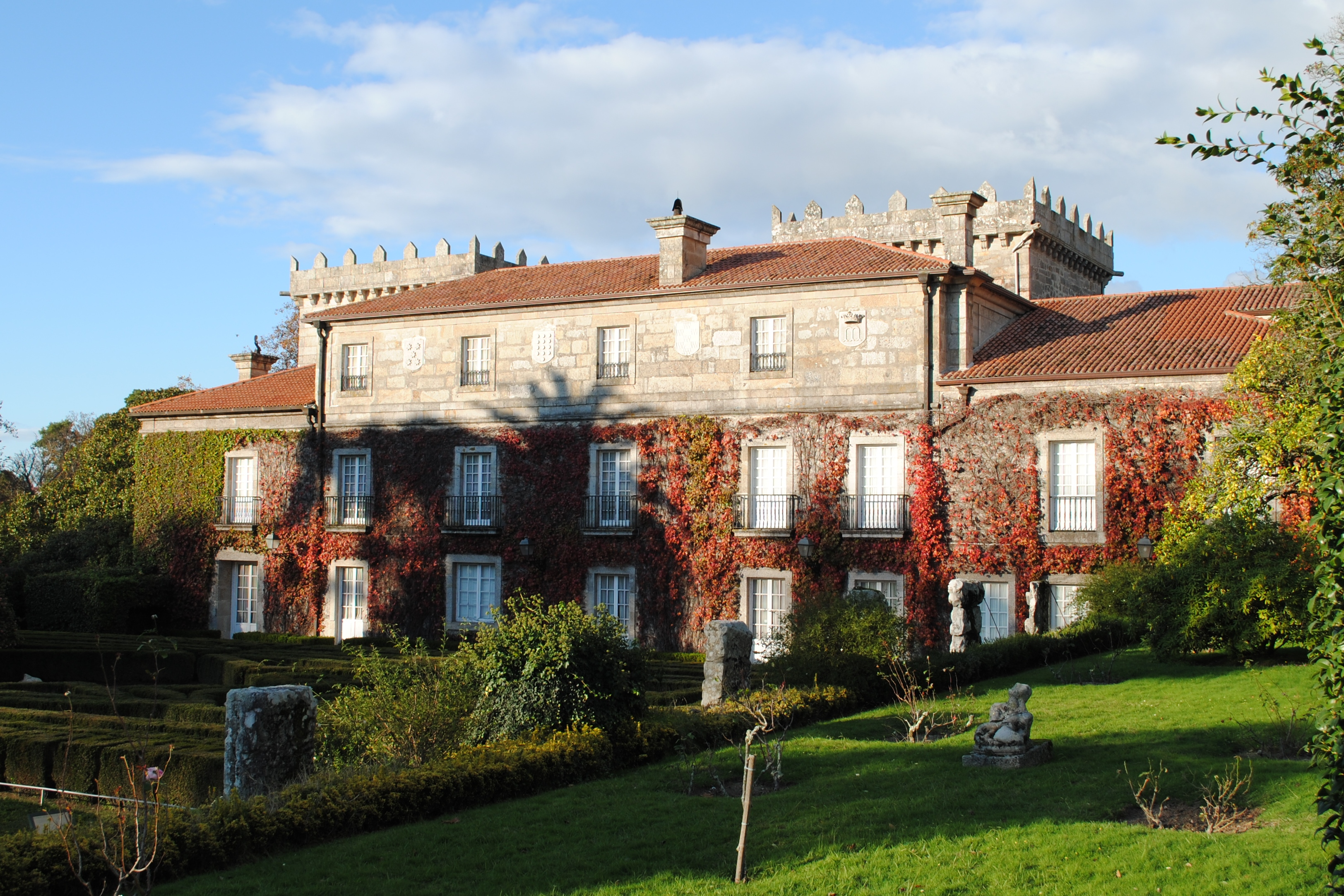
Fachada sur del pazo.

El edificio actual se erige sobre los cimientos de lo que antaño fuera conocida como Torre de Lavandeira, según la documentación histórica. Su nombre sugiere una estructura defensiva de origen medieval, típica de las torres de vigilancia. Es probable que este antiguo baluarte ocupase el mismo emplazamiento que hoy día alberga el pazo.
Los conflictos bélicos con Portugal, derivados de su proceso de independencia en 1641, provocaron la destrucción de la Torre de Lavandeira. En respuesta a esta pérdida, en 1670 se erigió un nuevo edificio sobre los restos de la antigua torre, fundado por el capitán Johan Tavares dando origen al morgado que hoy conocemos.

### Exterior

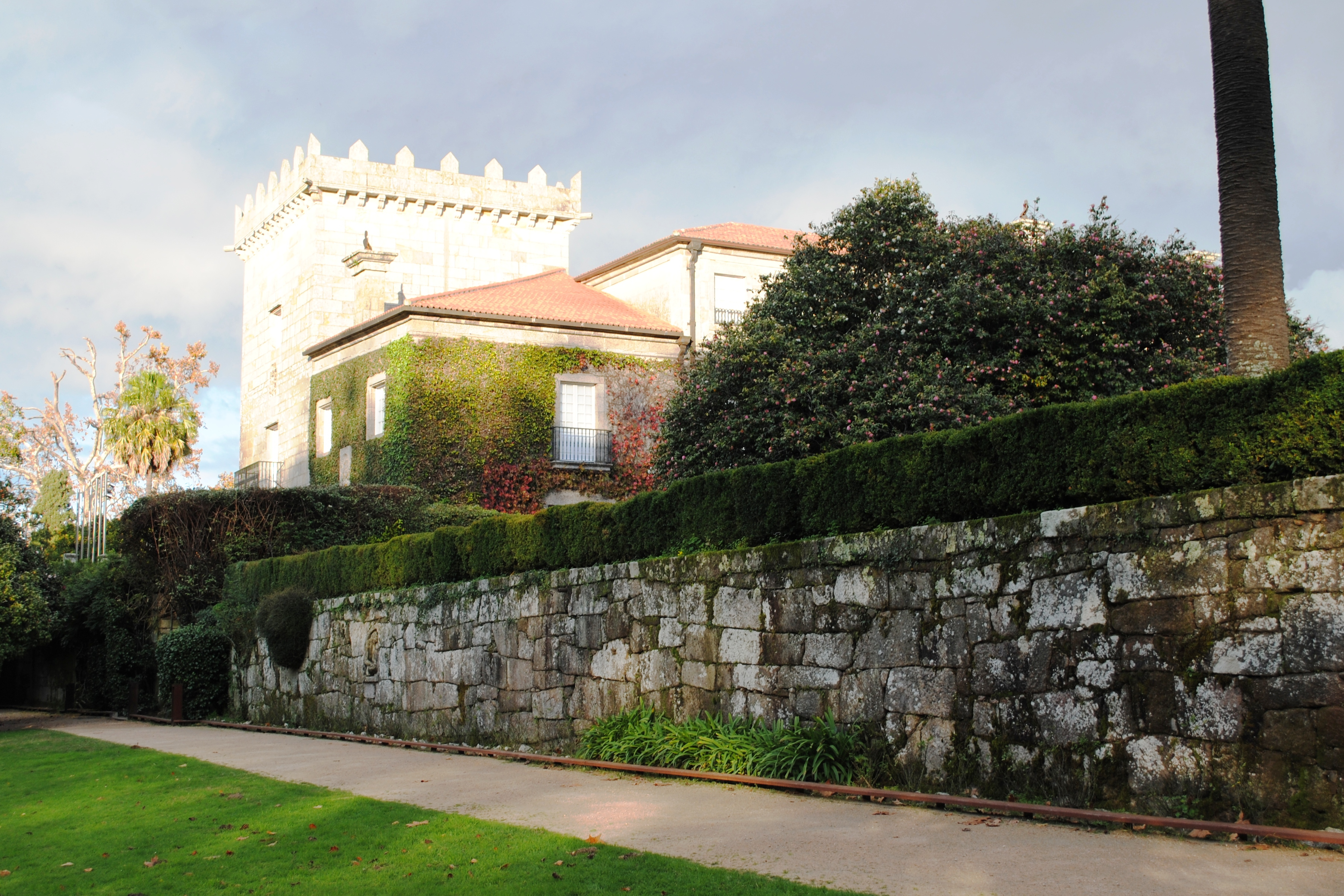
Vistas desde el jardín inglés.

Tomando como modelo al cercano Pazo de San Thomé (Pazo de la Pastora), un palacete renacentista del siglo XVII, se proyecta un nuevo edificio que evocará la arquitectura castellana en el rural gallego. La propuesta arquitectónica del edificio, originalmente compuesto por un cuerpo central y dos torres laterales, ha sufrido numerosas modificaciones a lo largo de los años. A finales del siglo XIX y principios del XX, el Marqués de Alcedo añadió una estructura posterior y un distribuidor transversal que alberga la capilla y las áreas de servicio. Estas ampliaciones alteraron significativamente su aspecto original.
La planta está compuesta de un corredor rectangular. Delante de la fachada principal se extiende un amplío patio con un estanque circular. La planta tiene un cuerpo central caleado, excepto en el zócalo, en el contorno de los huecos y escudo con armas de los Tavares. Los huecos poseen desagües y balcones de acero forjado. Termina el cuerpo central con un entalonado coronado por almenas. Las dos torres son idénticas, de planta cuadrada. Huecos sencillos, con un balcón en la segunda planta, escudo entre la segunda y tercera planta, además de remates en las almenas.

### Interior

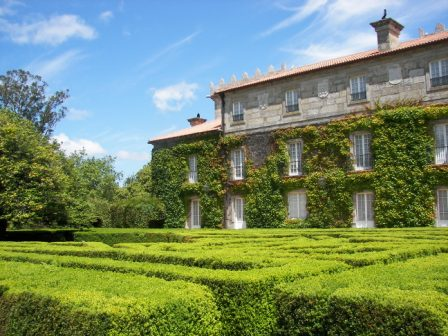
Jardín francés del pazo.

La distribución interior del pazo sigue el modelo típico de las residencias urbanas de su época. La planta baja albergaba las áreas de servicio, tales como la cocina y los almacenes. Los espacios principales, como salones y dormitorios, se ubicaban en la planta noble. La escalera que conecta ambas plantas es una adición del siglo XX, realizada en una ampliación del edificio a finales del siglo XIX. Sin embargo, debido a diversas reformas a lo largo de su historia, la configuración original del interior ha sido significativamente alterada.
Lamentablemente, el mobiliario y los objetos originales del pazo no se conservan hasta nuestros días. Los bienes interiores no fueron incluidos en la donación a la ciudad de Vigo, a pesar de que fuentes documentales atestiguan su gran valor. El mobiliario actual es el resultado de donaciones y adquisiciones realizadas por el ayuntamiento de Vigo a lo largo del tiempo. Se compone de una variada colección de muebles, como sillas, armarios, mesas, espejos, biombos y otros elementos complementarios, así como alfombras de Oriente Medio y España, y lámparas de cristal.

#### Capilla

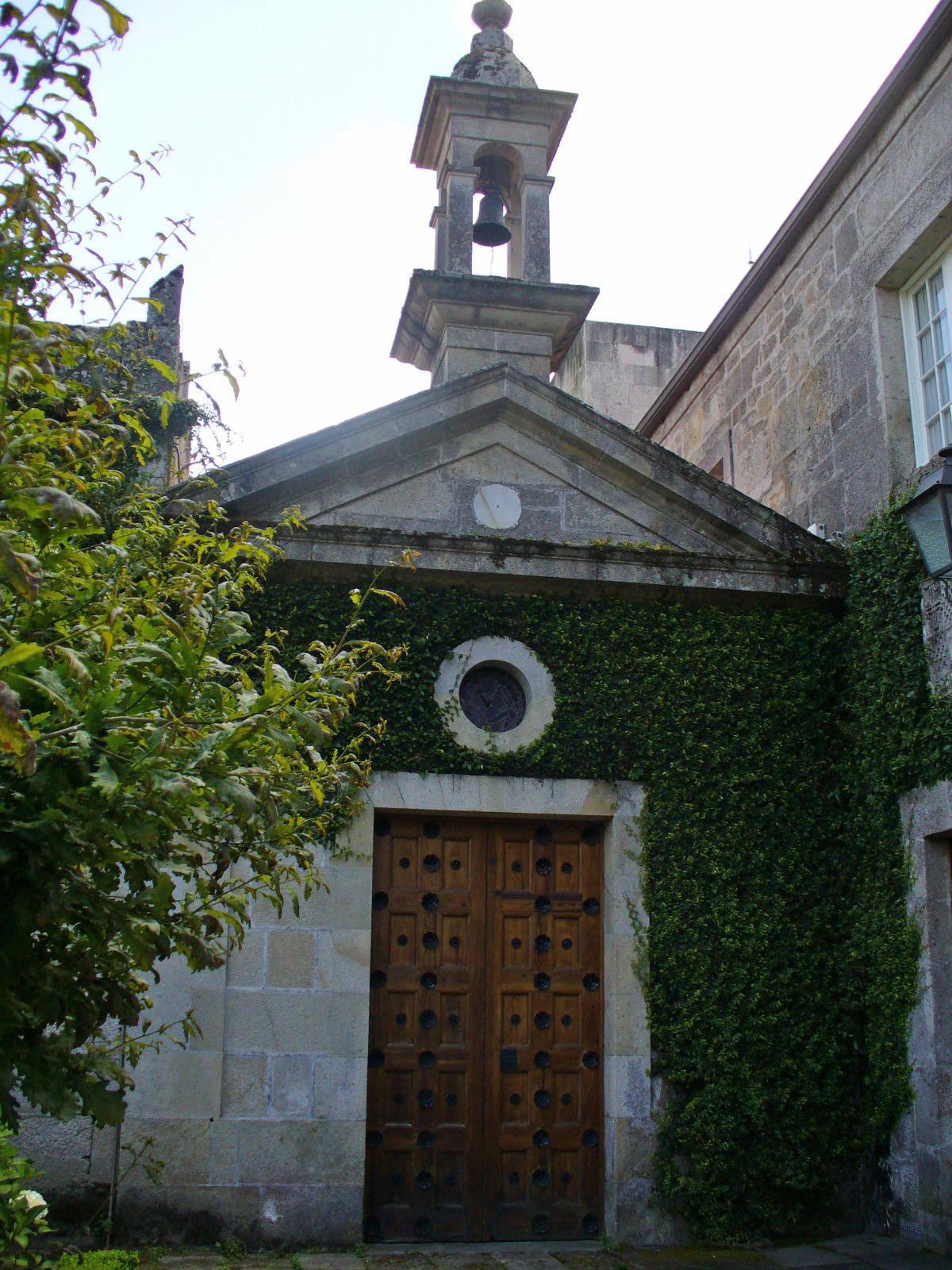
Capilla.

La Iglesia de Santa María de Castrelos (1216), situada cerca del pazo, servía como lugar de culto y sepultura para los señores del mismo. Aunque no contaban con una capilla propia, sí poseían un oratorio privado dedicado a Nuestra Señora de la Soledad, el cual funcionó en una sala del pazo desde antes de 1680 hasta finales del siglo XVIII.
A mediados del siglo XVI se construyó una capilla dedicada a la Virgen del Carmen adyacente al edificio principal. Esta capilla, utilizada exclusivamente durante las estancias de los marqueses, alberga un retablo plateresco de mediados del siglo XVI de origen incierto. El retablo, de un diseño típico de Castilla, ha sido adaptado a su nueva ubicación y conserva solo dos cuerpos divididos en tres paneles, donde se encuentran cuatro tablas pintadas atribuidas al taller del maestro zamorano Lorenzo de Ávila.

#### Construcciones adyacentes

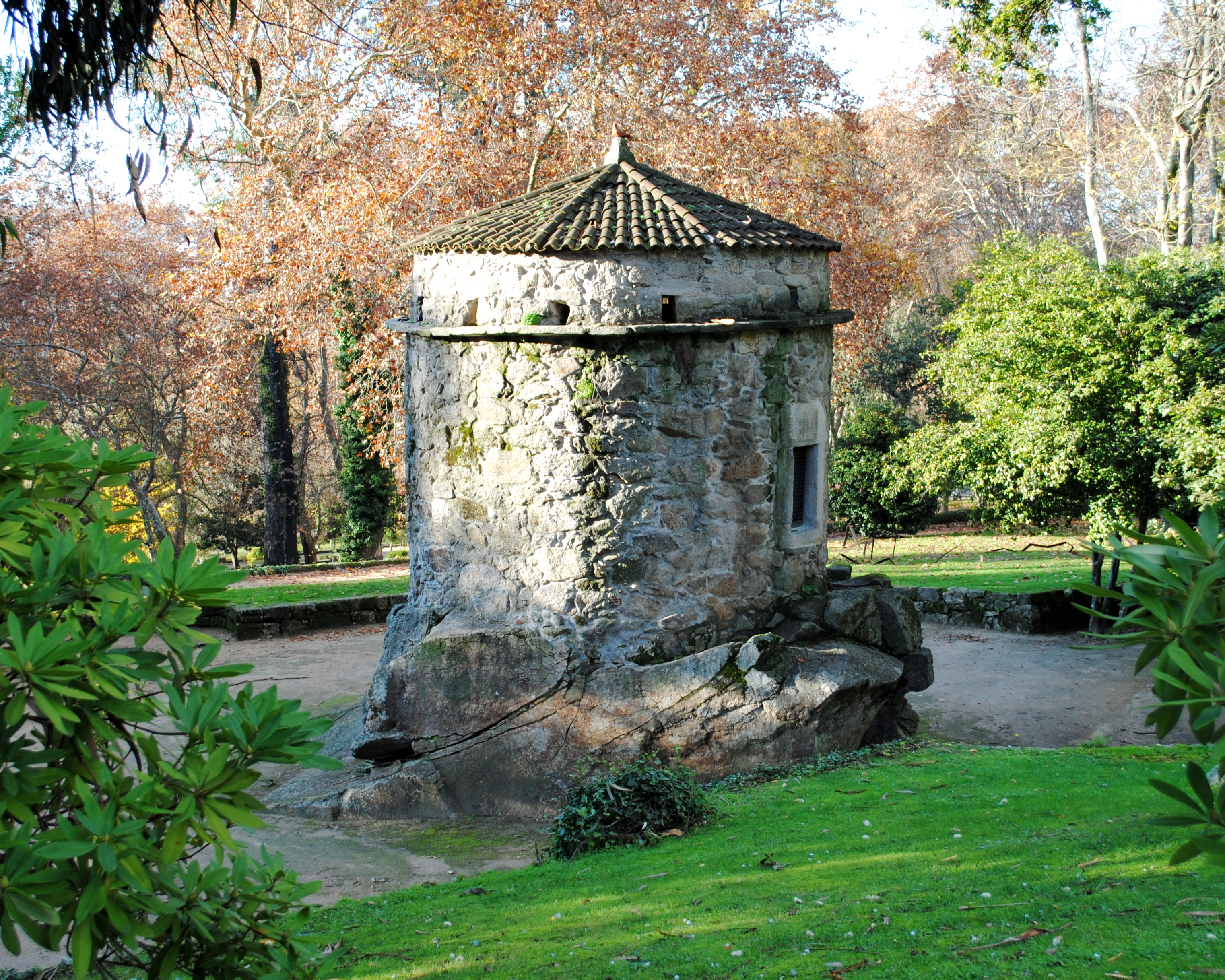
Palomar en los alrededores del pazo.

Además de la vivienda en sí, el pazo se completa con algunas construcciones adyacentes (algunas desaparecidas): alpendres, o viveros, el propio muro de defensa almenado, un original palomar levantado sobre un emergente penedo, en donde cría una colonia controlada de palomas zuritas, y todos los elementos propios de la jardinería palaciana: esculturas, fuentes, chafariz, pozos, pías, caminos, pérgolas, quioscos etcétera. (Ver articulo: Parque de Castrelos).

## Museo
El Museo Municipal de Vigo Quiñones de León nace con la donación del pazo al pueblo de Vigo en 1924 porqué sus propietarios dispusieron que se debía dedicar a un museo. Aunque la donación no sería definitiva hasta diez años más tarde, a partir de ese momento se inicia una tarea de provisión de obras y colecciones de arte que está en la base de las colecciones actuales.
La aspiración del museo fue y es la contextualización de este legado patrimonial en el desenvolvimiento de la propia ciudad, lo que permitirá que el Museo Municipal Quiñones de León comience a funcionar como museo de la ciudad para todos los efectos. 

## Jardines

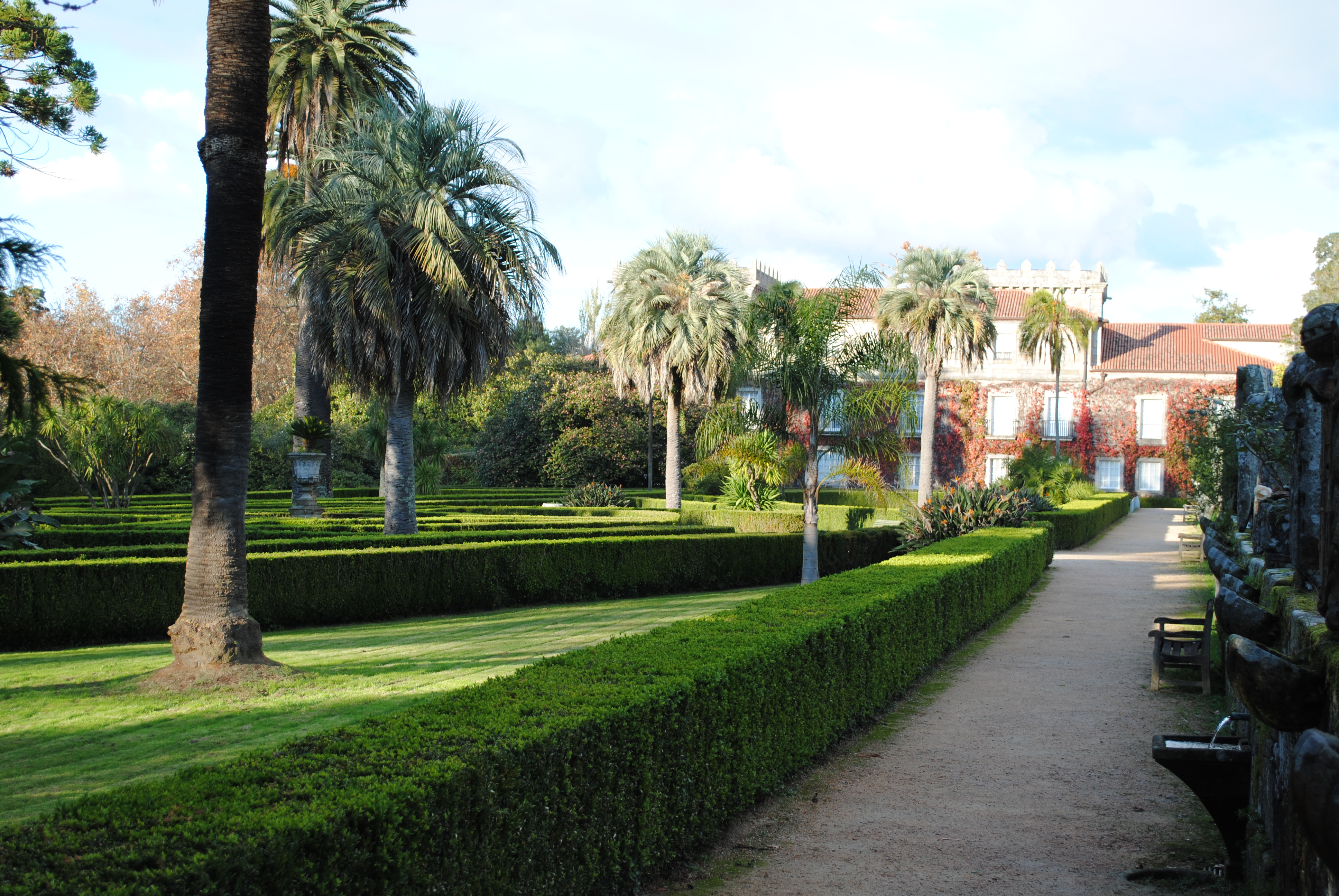
Jardín francés.

El espacio ajardinado se sitúa en el entorno inmediato de la casa y forma un contorno inseparable con ella. Está concebido a la manera de los grandes jardines de la Francia barroca.
El jardín cuenta con numerosas especies vegetales autóctonas y exóticas, algunas centenarias gracias al suave clima de Vigo.
Esta cuidada vegetación se enriquece con esculturas, una galería de escudos y diversos monumentos.

## Enlaces
1. ↑  Redacción (9 de abril de 2005). «El municipio conserva cinco pazos y medio en su territorio». La Voz de Galicia. Consultado el 18 de enero de 2025.
2. ↑  Pedrido, Patricia (18 de enero de 2025). «Castrelos, cien años desde que el pazo se donó al pueblo de Vigo». El Faro de Vigo (Prensa Ibérica). Consultado el 19 de enero de 2025.
3. ↑  Baena, Ana (18 de diciembre de 2018). «"Una familia que lleva afincada 800 años en la misma ciudad despierta interés"». Atlántico Diario (Rías Baixas Comunicación). Consultado el 18 de enero de 2025.
4. ↑  Mariño, Andrea (3 de julio de 2025). «Los descendientes de los últimos moradores del Pazo de Castrelos obsequian a Vigo con sus recuerdos». VigoÉ. Consultado el 11 de julio de 2025.
5. ↑  Redacción (12 de diciembre de 2015). «La Finca de la Marquesa cumple 90 años como Castrelos». Atlántico Diario (Rías Baixas Comunicación). Consultado el 18 de enero de 2025.
6. ↑  Baena, Ana (17 de febrero de 2021). «Cinco torres que custodiaron Vigo». Atlántico Diario (Rías Baixas Comunicación). Consultado el 18 de enero de 2025.
7. ↑  González, Olaia (10 de junio de 2024). «Así es Castrelos, el parque urbano más grande de Vigo». El Debate (Ediciones Católicos y Vida Pública). Consultado el 18 de enero de 2025.
8. ↑  García, Thalia (29 de diciembre de 2021). «Historia y botánica, un vistazo al interior del emblemático Pazo Quiñones de León en Vigo». El Español (El León de El Español Publicaciones). Consultado el 18 de enero de 2025.
9. ↑  Redacción (11 de abril de 2024). «Visitas guiadas al Pazo de Castrelos para celebrar el Día Internacional de los Jardines Históricos». VigoÉ. Consultado el 18 de enero de 2025.